# Courée

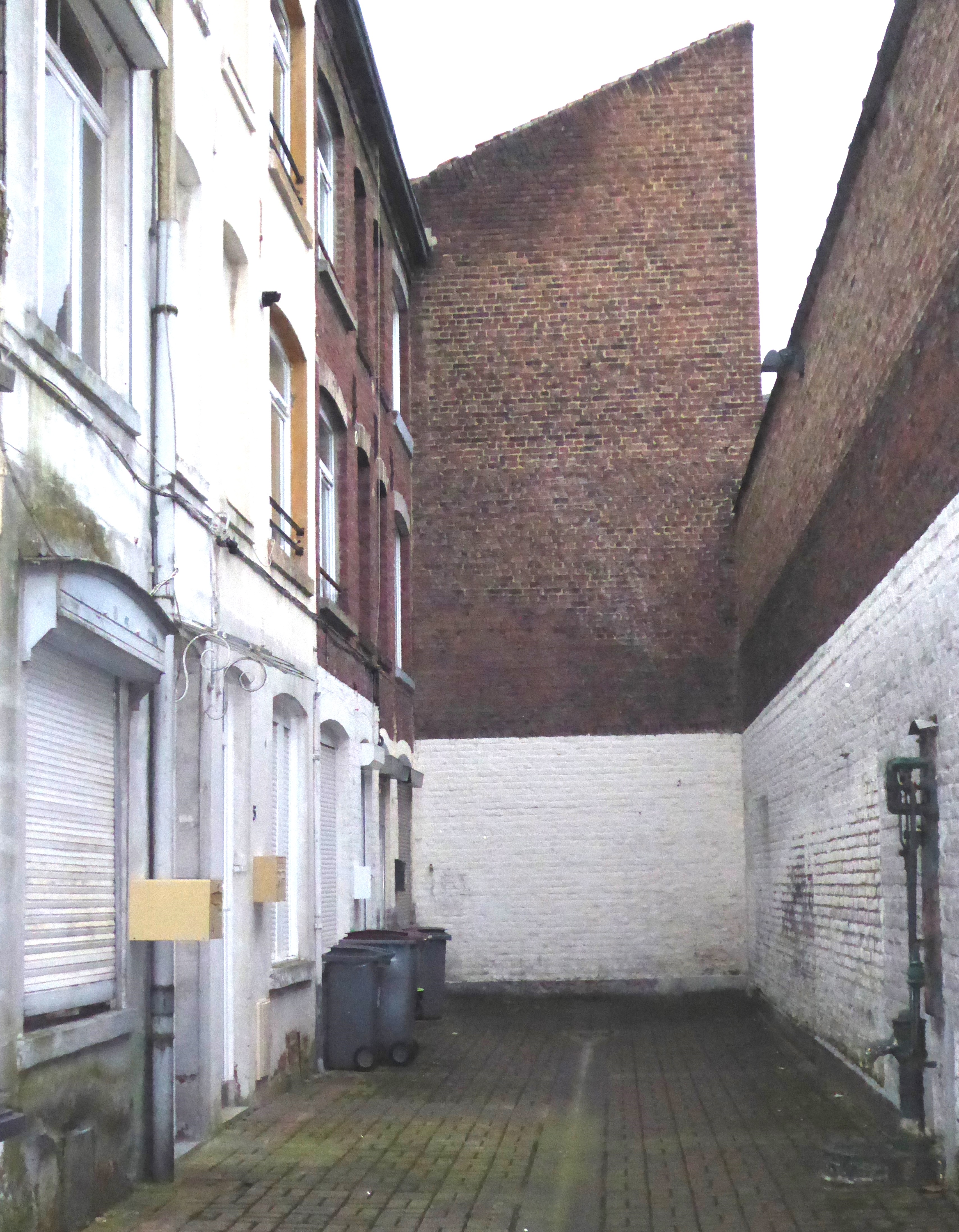
Courée à Moulins-Lille

La courée est le nom que l'on donne, dans le nord de la France, à l'urbanisation en cœur d'îlot dans les quartiers industriels, comportant généralement une ou deux rangées de petites maisons basses dans une ruelle privée à laquelle on accède par un passage étroit. Beaucoup de courées sont très étroites donc assez sombres.
Il en existe dans d'autres villes, par exemple à Marseille dans le quartier de l'Estaque, mais cette forme d'urbanisme s'est particulièrement développée au XIXe siècle dans les villes de Lille, Roubaix et Tourcoing.
À l'origine et jusque dans le milieu du  XXe siècle la plupart des courées ne disposaient que d'un point d'eau collectif unique et de cabinets d'aisance extérieurs communs à l'ensemble des maisons, d'où l'expression « aller à la cour » utilisée dans le Nord.
Tout comme les corons du bassin minier, elle est en effet égalitaire et d'une architecture simple. Mais ce type d'habitat va de pair avec une grande promiscuité entre les familles, favorisant les épidémies et les conflits de voisinage.
Les maisons de courée étaient également connues pour leur mauvaise isolation, leur humidité et d'une manière générale leur insalubrité.

## Terminologie
Le terme « courée »  le plus couramment employé pour désigner ce type d’habitat depuis le début du XXe siècle n’est pas le seul. Son  apparition ou, du moins, sa généralisation, semble  relativement récente.
Les dictionnaires de la fin du XIXe siècle, le Littré et le Grand Dictionnaire universel de Pierre Larousse, l’ignorent. Le Littré mentionne cependant « courette » : « se dit certaines villes du nord de la France de  petites cours entourées de logements ». Ce terme  est celui des chansons d' Alexandre Desrousseaux : « Dins les plus sal’s courettes… hélas !  i’ sont logés… Et v’là l’tableau d’un gîte des infants d’Saint-Sauveur » (les bonnes gins d’Saint-Sauveur). Desrousseaux évoque  également la « Cour Jeannette à Vaques » dans le P’tit Quinquin mais  ignore le mot courée.
« Cour » est la désignation officielle la plus répandue.
D’autres  dénominations sont usitées, « fort » qui désigne à Roubaix un ensemble plus important, « cité » qui correspond à un ensemble de maisons bâties sur un modèle commun avec  le plus d’économie possible sur une rue privée, passage ou impasse.

## Description
Une enquête de 1954 du Secrétariat d'État à la Reconstruction et au Logement décrivait comme suit les courées lilloises ː « Les bâtiments de la cour, également en briques brutes, avec soubassement peint au goudron de houille n'ont que deux pièces éclairées sur une seule face, pas de dépendance, pas de couloir. On entre directement dans l'unique pièce du rez-de-chaussée qui sert à la fois de salle à manger, de cuisine, de cabinet de toilette voire de latrines annexes attendu que le seau hygiénique s'y trouve bien souvent, discrètement dérobé. L'escalier, très raide, part de l'unique pièce du rez-de-chaussée pour aboutir à la chambre à coucher, souvent basse de plafond. C'est dans cette chambre que les parents et les enfants doivent dormir, à moins que ces derniers soient installés dans la cuisine, sur des lits pliants ou autres installations de fortune. Les cours ne communiquent avec la voie publique que par un passage étroit sous la maison front à rue.  Certains accès sont particulièrement exigus et bas. Dans la cour, on trouve généralement, au centre, une pompe et, au fond, les cabines des W.C. communs. Le sol de la cour est en général recouvert de pavés plus ou moins arrondis. Quelquefois s'y découvre un revêtement de brique. Les eaux usées de chaque logement convergent vers une rigole centrale qui s'écoule dans la rue, à travers le couloir d'accès.» 

## Histoire
L’existence de cours étroites et insalubres en forme d’impasse à Lille remonte à plusieurs siècles.
La première mention de leur existence est une ordonnance du « Magistrat de Lille » du  4 août 1555 qui s’inquiète de la prolifération des « cours à sacq » (culs-de-sac), sources d’épidémies, et interdit à l’avenir leur création. Cette interdiction, non plus que les suivantes, est sans effet. Leur nombre passe de 76 en 1688 à 105 en 1740 avec un taux d’occupation de dix à douze habitants par maison. Le plan de Lille de 1822 en dénombre 123. Les cours étaient particulièrement nombreuses dans le quartier Lille-Saint-Sauveur.
Les courées qui existaient  à  Roubaix et Tourcoing  avant la Révolution française, rares jusqu’au milieu du XIXe siècle (33 en 1851) prolifèrent jusqu’en 1914.
En 1912, les 1 524 courées de Roubaix comprenaient 13 820 maisons sur les 29 217 de la ville (47,30 %) : les 122 723 habitants de Roubaix vivaient donc pour près de la moitié dans des courées.
À Lille, sans atteindre cette proportion, les courées se sont développées sur le territoire des  communes annexées sous le Second Empire. On en recensait en 1911, 244 à Wazemmes, 90 à  Moulins-Lille, 93  à Fives, 61 à Esquermes  et encore 114 dans le centre  (ville ancienne) où  les travaux d’urbanisme (percement de la rue Nationale et de la rue Faidherbe) en ont très peu supprimé. 
Comme le montre l'historien Pierre Pierrard, l’agrandissement  de Lille de 1858 fut un espoir déçu, les grands travaux d'urbanisme ayant peu concerné le logement ouvrier.
Une autre cause du développement de cet habitat insalubre est la longueur des journées de travail dissuasive pour les déplacements quotidiens. C'est pourquoi les habitants des courées  travaillaient généralement dans les usines à proximité et étaient souvent  ouvriers de la même entreprise.
Les usines de Saint-Sauveur et les nouvelles industries de Moulins-Lille et de Wazemmes principalement textiles, également métallurgiques et chimiques étaient séparées par les quartiers résidentiels aisés édifiés à partir des années 1860 autour du boulevard de la Liberté et par le grand espace de la gare de marchandises Saint-Sauveur. Les usines de Fives au-delà des fortifications et de la zone de servitudes militaires étaient également éloignées des autres quartiers. Les habitants de la ville ancienne non assainie sont donc restés  sur place près d’usines encore nombreuses, les communes annexées se peuplant d’ouvriers venus des campagnes environnantes ou de Flandre. 
Après un  maximum atteint avant 1914, cet habitat décline lentement. À Roubaix où  la dernière fut construite en 1934, 1 113 courées regroupent encore  en 1938 10 351 maisons (30,45 % de l’ensemble).
Beaucoup ont été supprimées à la fin du XXe siècle, celles du quartier Saint-Sauveur rasé dans les années 1960, d’autres dans diverses opérations de rénovation. 
Leur assainissement fut  assez tardif. Dans les années 1970, certaines ne disposaient encore que d’un point d’eau extérieur.

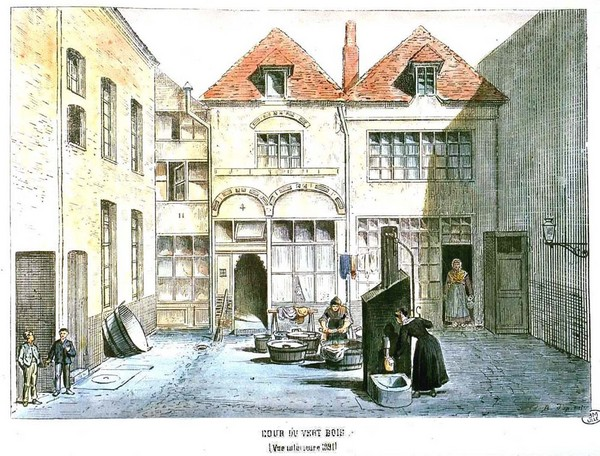
Cour du Vert Bois au XIXe siècle
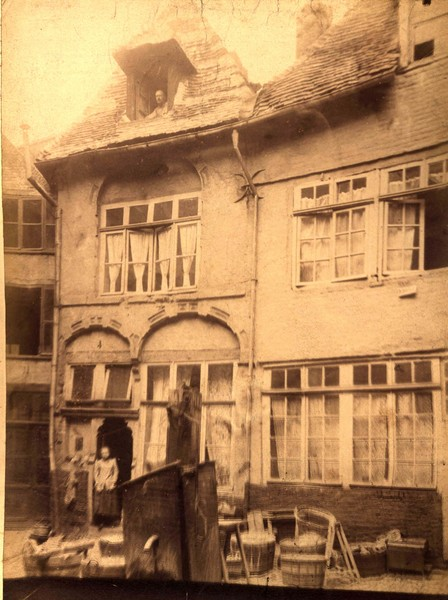
Cour des Archers au XIXe siècle
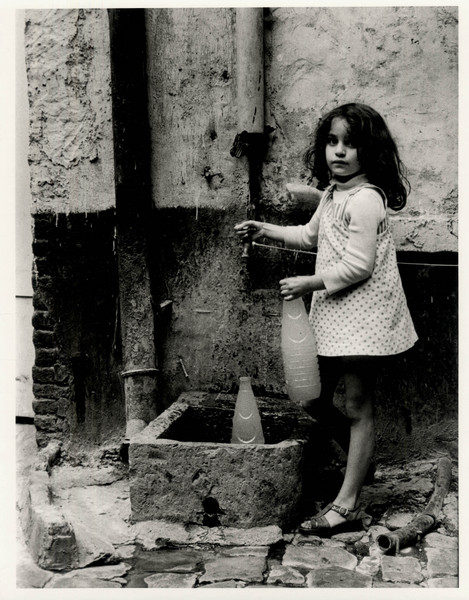
Cour à Fiens à  Lille en 1975
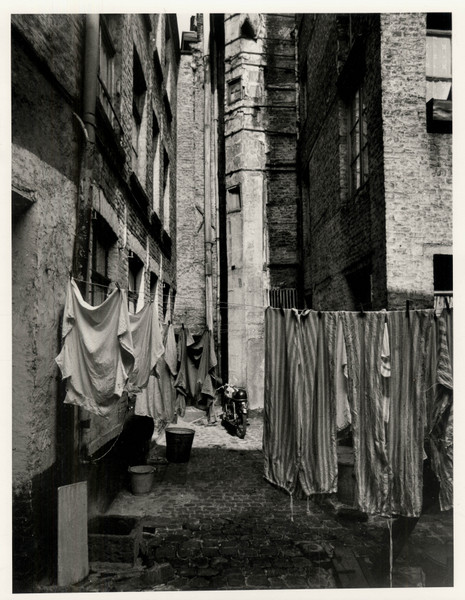
Cour à Fiens 1974

## Morphologie
Les cours de l’ancienne ville de Lille avant son agrandissement de 1858, particulièrement nombreuses  dans l’ancien Saint-Sauveur — mais il en existait  ailleurs, même dans les quartiers aisés construits par Vauban après 1670 —, étaient pour la plupart de forme irrégulière, bordées de maisons disparates construites au cours des siècles sur d’étroites parcelles, certaines issues de la division d’anciennes propriétés telles celles des anciens couvents vendus comme biens nationaux à partir de 1792, par exemple le passage des Brigittines.
Quelques cours biscornues existent encore dans le Vieux-Lille.
Cet entassement dans un habitat insalubre était une des conséquences néfastes de la surpopulation d'une ville enserrée dans son étroite ceinture de fortifications (78 641 habitants sur les 200 hectares à l'intérieur des remparts jusqu'en 1858).
Les courées créées à partir de 1850 dans les nouveaux  quartiers industrialisés, à Lille-Moulins, Wazemmes, Fives, à Roubaix et Tourcoing sont pour la plupart des ensembles plus homogènes de petites maisons basses. 
Certaines cours sont une rangée de maisons bordée par  un mur d’usine d'une hauteur atteignant jusqu’à 18 ou 20 mètres  pour une largeur se limitant parfois à deux mètres. Dans un modèle assez répandu, deux rangées de  maisons se  font face autour de la cour.
Leur taille est très variable, de deux jusqu'à une centaine de maisons pour certains forts, la moyenne étant de l’ordre de la dizaine.
Les forts à Roubaix sont des  alignements de trois ou quatre rangs  disposés autour d’une cour carrée, rectangulaire ou trapézoïdale. Il en existait plusieurs dès le milieu du XIXe siècle qui apparaissent sur le plan cadastral de 1845.

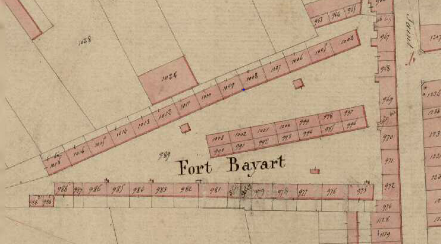
Fort Bayart plan cadastral de Roubaix de 1845
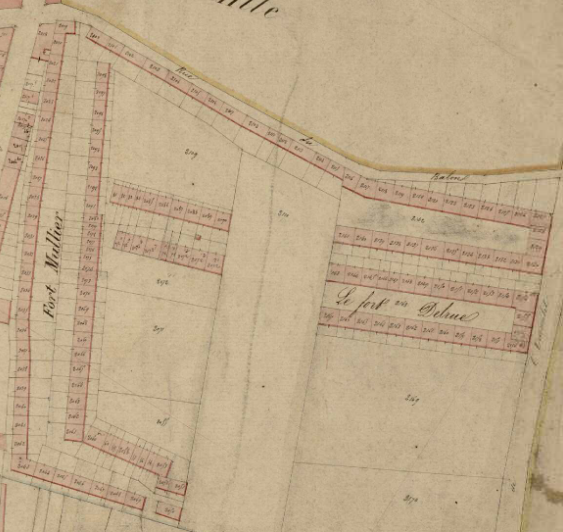
Forts Mullier et Delrue à Roubaix
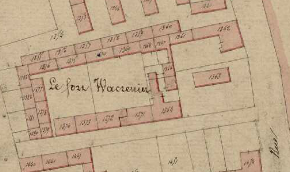
Fort Wacrenier à Roubaix
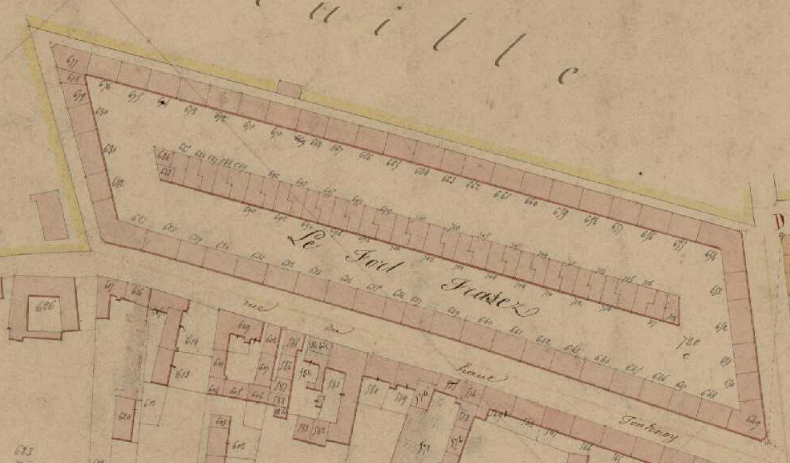
Fort Frasez à Roubaix
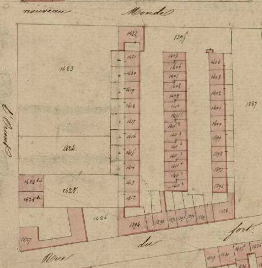
Fort du nouveau Monde à Roubaix

La cité Saint-Maurice à Lille est également une grande cour triangulaire à laquelle on accède par un porche.
L’administration n’ayant aucune règle à imposer à l’intérieur des propriétés formant cours, celles-ci sont généralement très étroites. Pierre Pierrard signale une cour de 1,30 m. La plus large en 1869 à Roubaix avait cependant 11,30 m.
La hauteur des maisons est le plus souvent d'un étage, une pièce cuisine-salle à manger au rez-de-chaussée, une ou deux petites chambres à l'étage reliées par un escalier étroit et raide. À Roubaix, de nombreuses courées sont bordées de maisons à rez-de-chaussée et mansarde basse. Certaines courées comportent des maisons à deux étages.
Les courées disposaient d’un point d’eau. Le cabinet commun — plusieurs dans les courées importantes — était en général situé au fond de la cour.
Dans certains cas assez rares, les habitants disposaient d'une petite parcelle de jardin, plus fréquemment d'un petit local pouvant servir de débarras.
L’évacuation des eaux usées était généralement mal assurée car peu de rues disposaient d'égouts (en 1887, 360 rues de Lille sur 624 en étaient dépourvues).

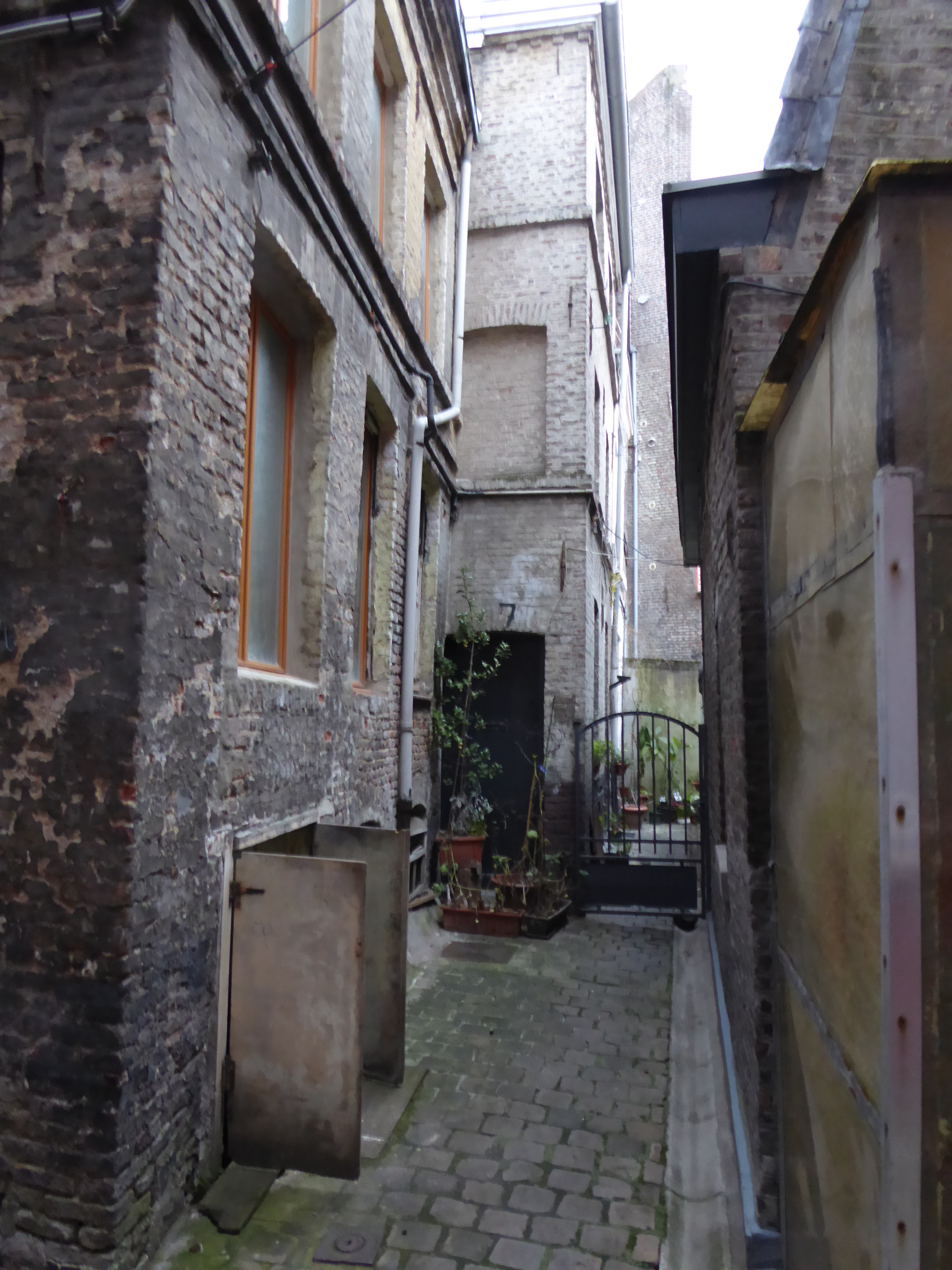
Cour ancienne de forme irrégulière
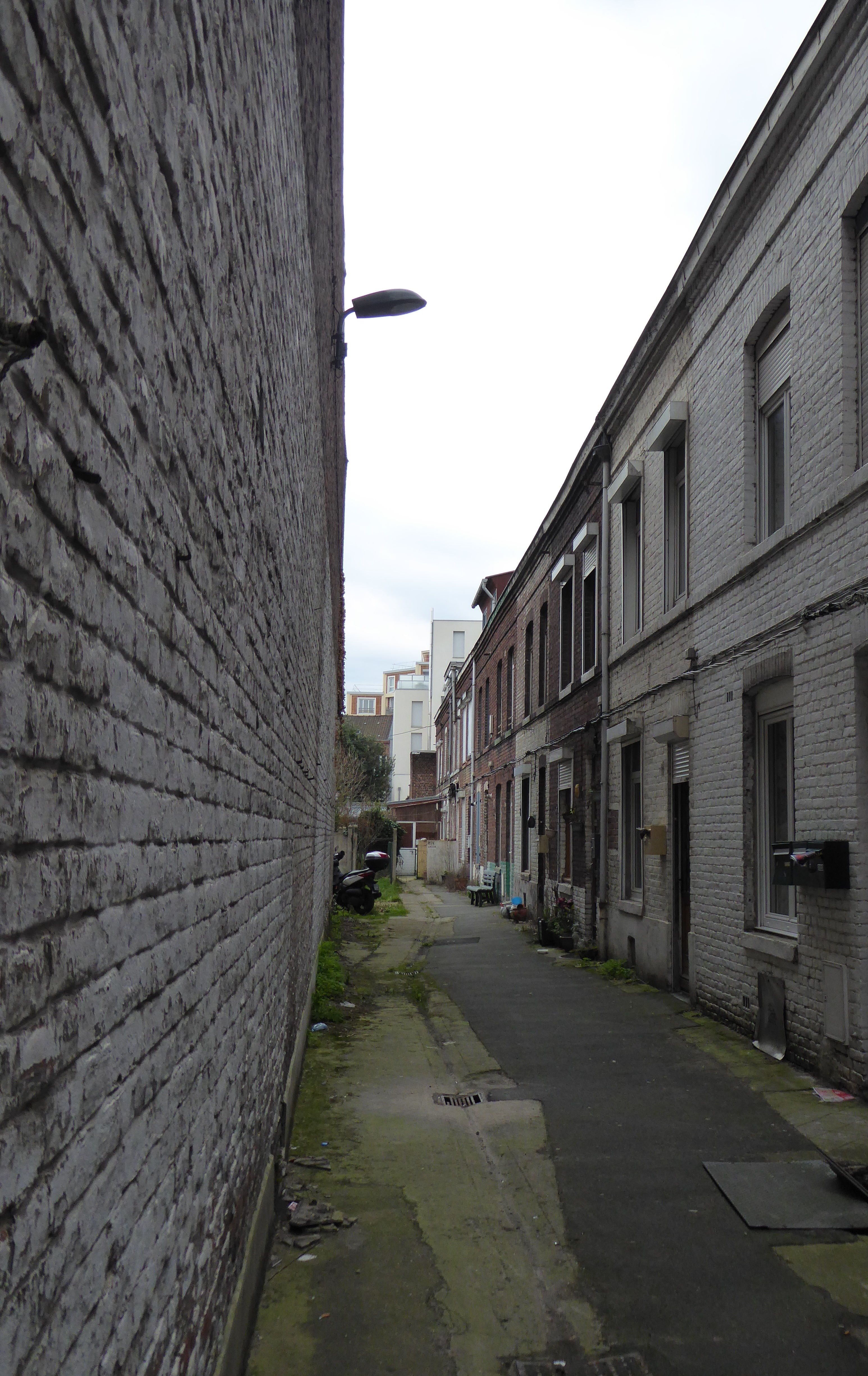
Courée le long d'un mur
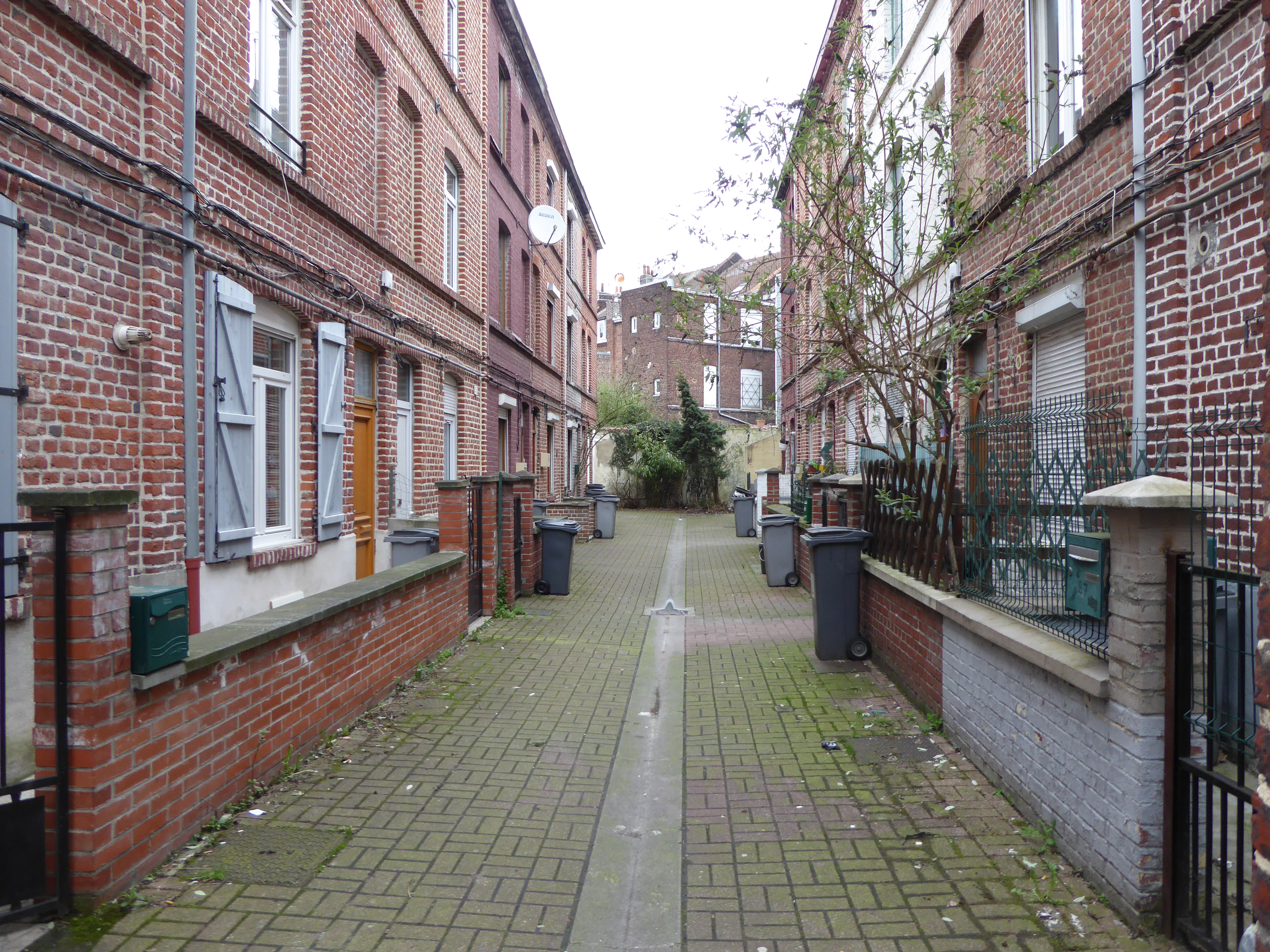
2 rangées face à face
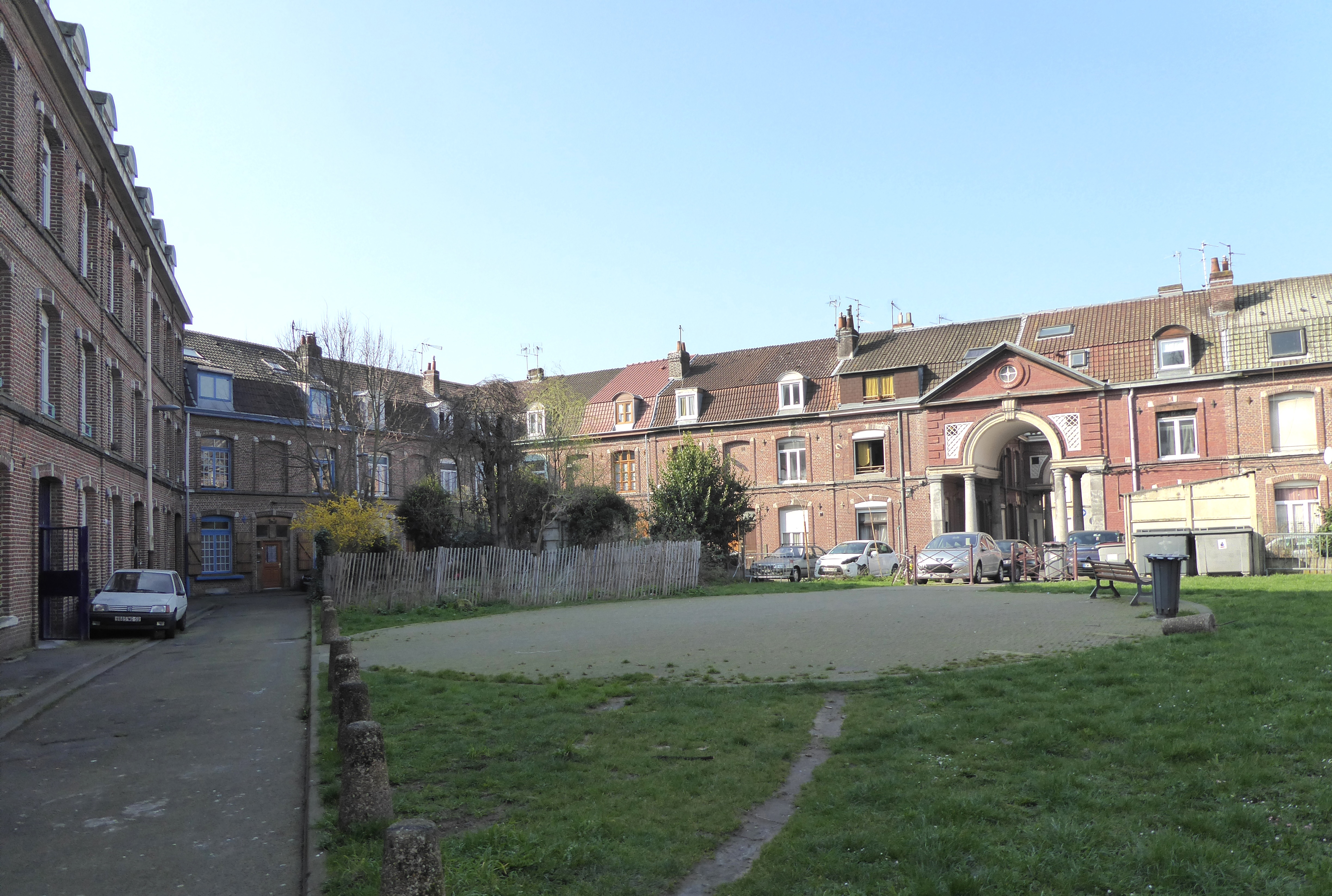
Intérieur de la cité St-Maurice
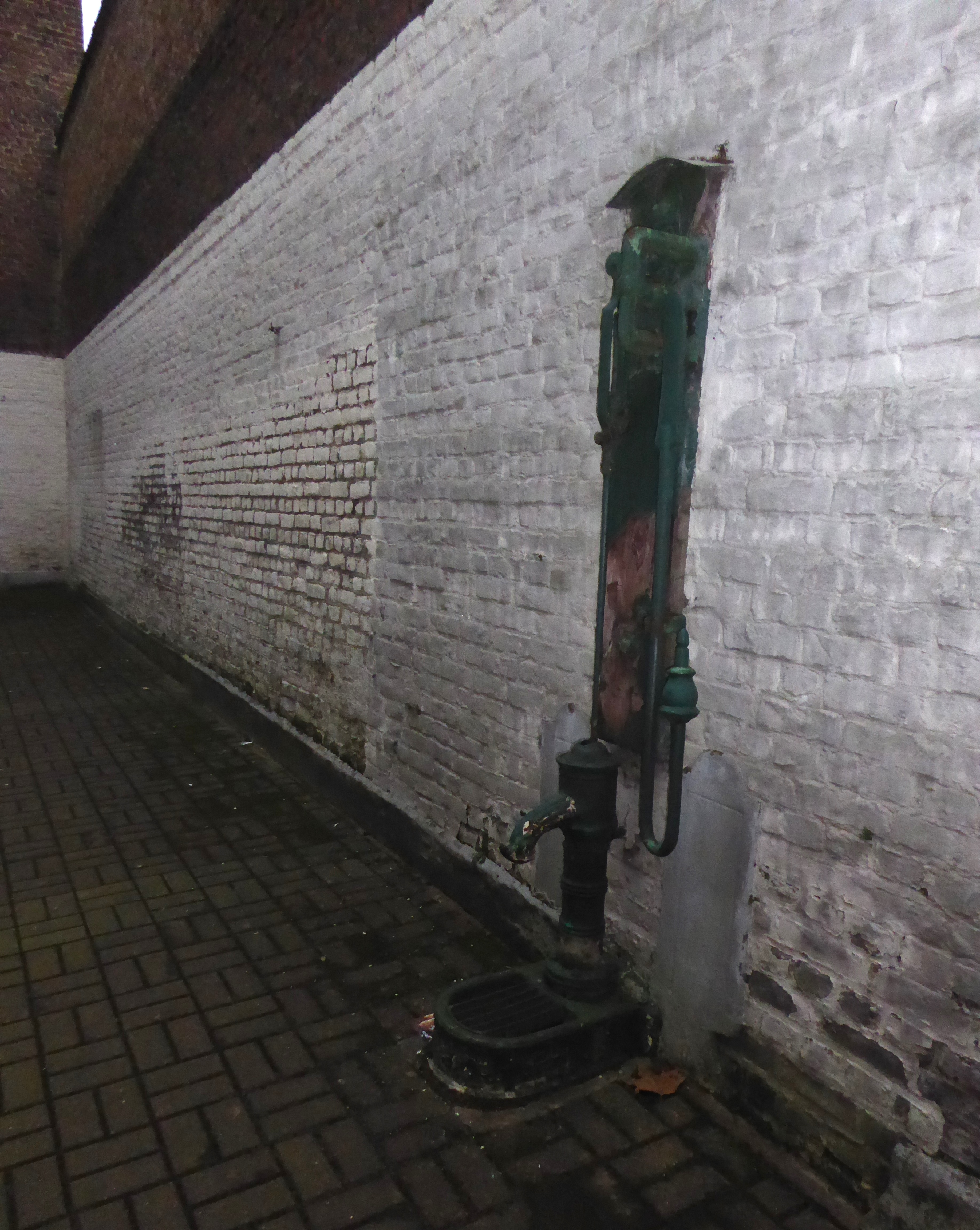
Pompe dans la courée

## Les investisseurs
Contrairement aux corons ou aux cités ouvrières construits par les compagnies minières ou les grands industriels, l’initiative de la création des courées  est diverse. Les investisseurs étaient  en majorité des petits propriétaires ne disposant que d’un capital limité qui y trouvaient un placement  rentable : commerçants, rentiers, artisans, à Roubaix Tourcoing  cultivateurs profitant de l’extension de la ville.
Certaines cours portent le nom de leur ancien propriétaire.
Le terrain en  bord de rue étant plus cher, la formule la moins coûteuse était l’achat d’un grand terrain rectangulaire à  front sur rue étroit sur lequel était édifiée une maison, souvent un cabaret, rapportant un loyer relativement élevé, bordée ou percée d’un couloir étroit donnant accès aux rangées de maisons construites le plus économiquement avec le moins de matériaux possible. Le loyer modeste de ces maisons de deux pièces  n'était cependant pas en proportion de leur qualité déplorable .
Les industriels se sont relativement peu intéressés à ce placement mais de récentes recherches ont réévalué leur participation dans le logement ouvrier. Ainsi, sur 80 investisseurs de 1850 à 1914, treize filateurs ont été identifiés à Moulins-Lille. À Roubaix, neuf filateurs, négociants et fabricants étaient propriétaires de 760 maisons ouvrières.

## Les courées auXXIesiècle
Au XXe siècle, les villes concernées démolirent de nombreuses courées. Celles du quartier Saint-Sauveur disparurent lors de la rénovation des années 1960.
À Roubaix une opération mise en œuvre en 1965 autour de la rue Edouard Anseele (ancienne rue des Longues Haies) sur 14 hectares supprima 70 courées et 1 800 logements insalubres : (4 300 habitants furent relogés et 240 commerces déplacés.
Il en existe cependant encore environ soixante à Moulins. Les projets d’éradication  sont abandonnés.
Si les éléments de confort moderne (eau courante, sanitaires intérieurs etc.)  sont généralisés, certaines courées sont  assez délabrées, d'autres sont agréablement rénovées.
S’il n’existait pas de propriétaire-occupant  à l’origine, à partir de  la fin du XXe siècle certaines maisons de courées ont été achetées par les résidents.
Beaucoup sont propriétés de sociétés immobilières. Des courées sont  habitées en même temps par des propriétaires et des locataires.
La ville s’efforce de préempter certains logements de courées pour les rénover.
Certaines deviennent des lieux recherchés pour leur convivialité attirant étudiants et artistes.

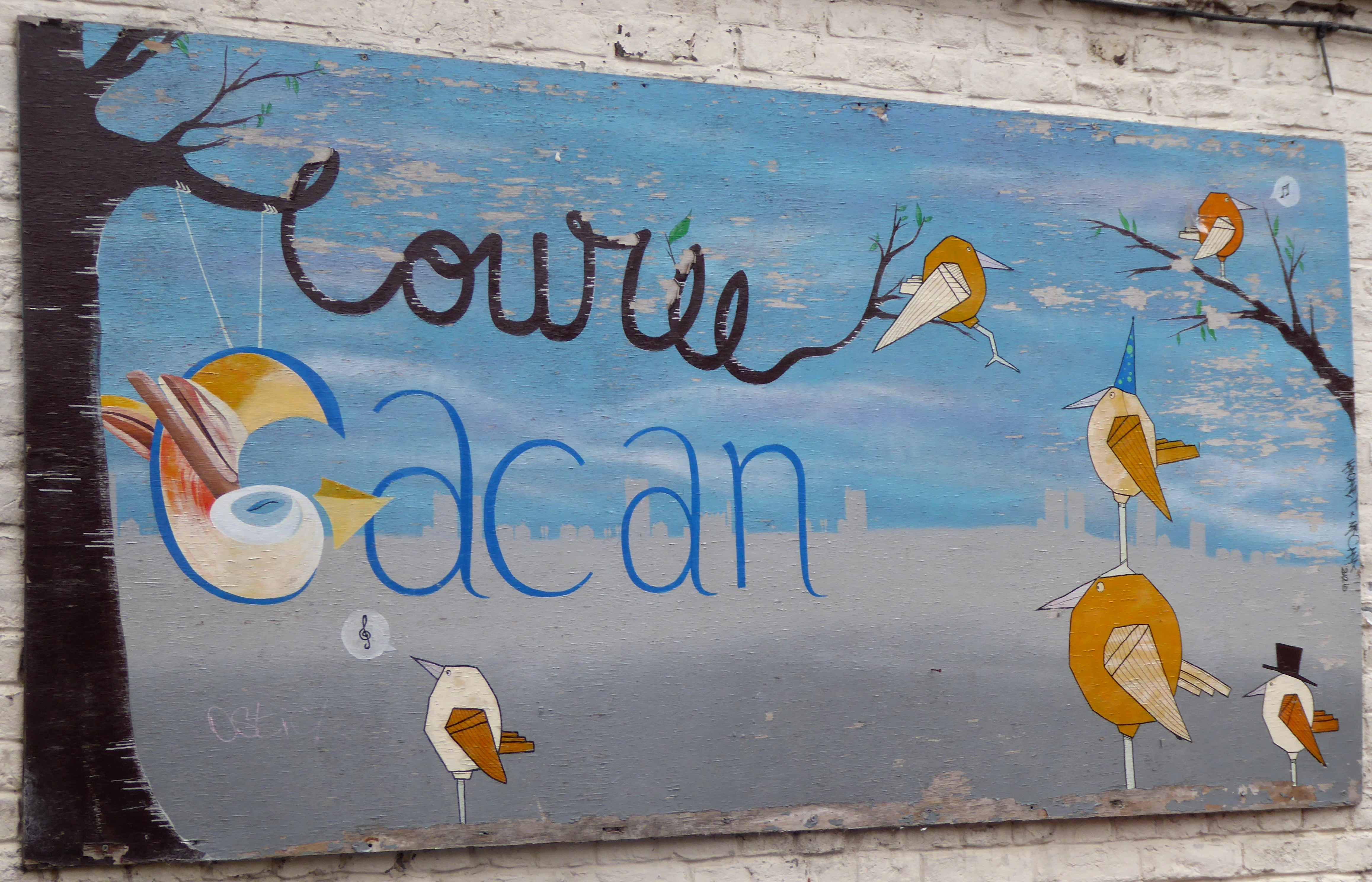
Tableau courée Cacan
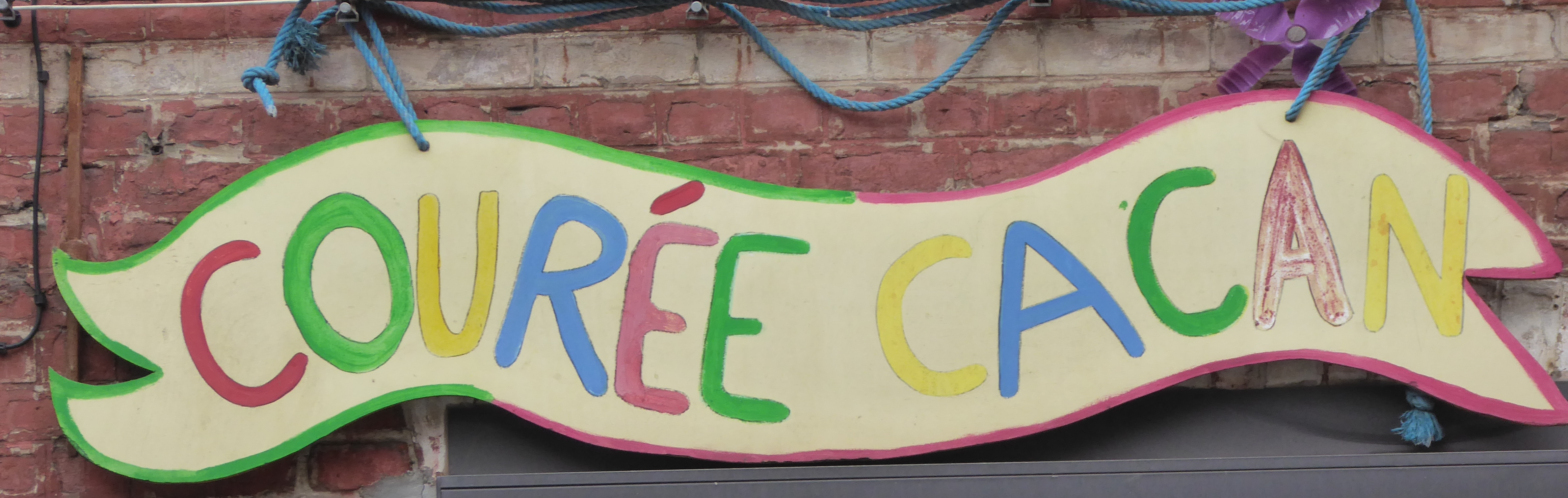
panneau courée Cacan
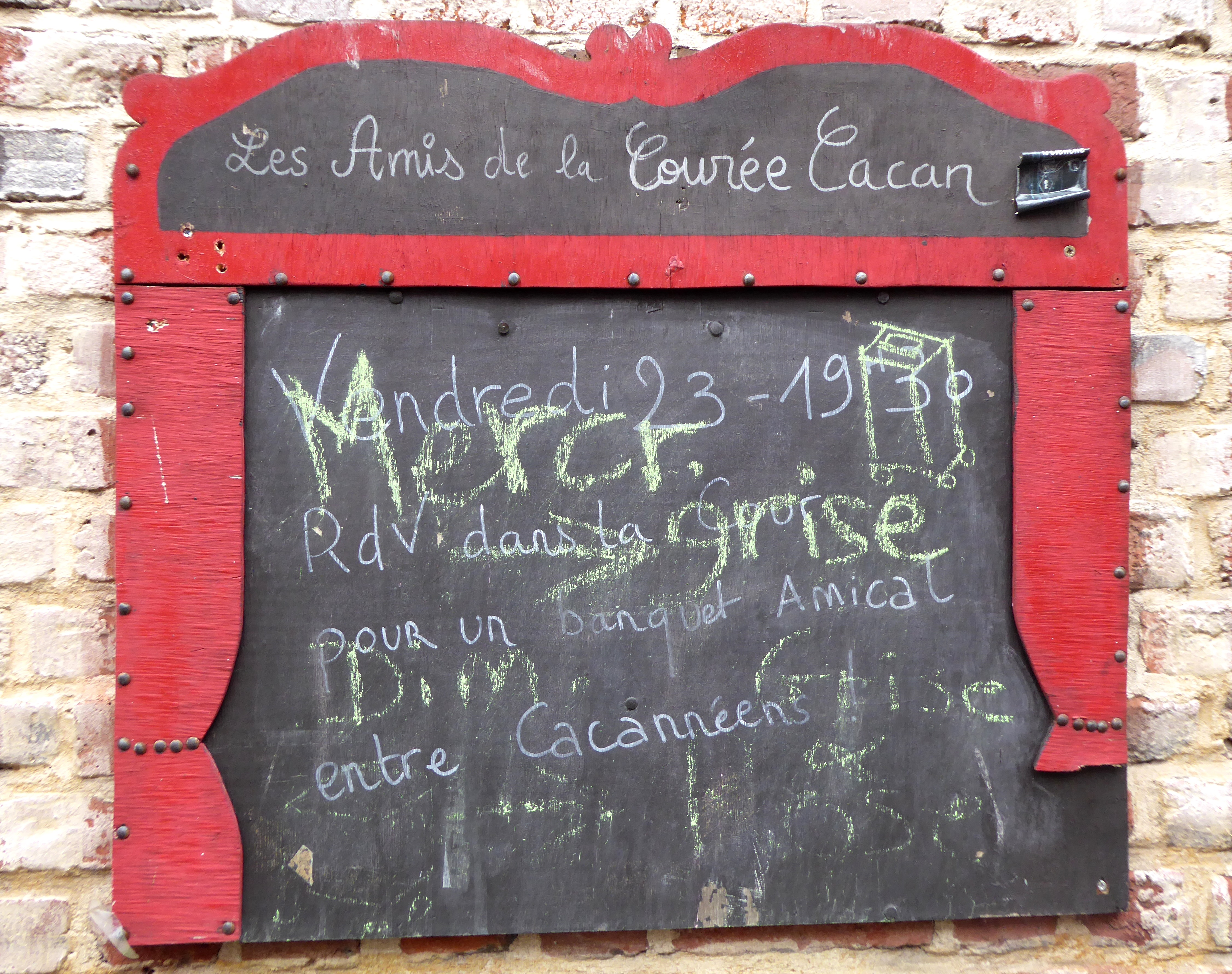
Une courée festive

## Les courées dans la littérature
Plusieurs romans de Maxence Van der Meersch se déroulent dans des courées de Roubaix.
Quand les sirènes se taisent évoque une grève  des ouvriers de l’industrie textile en 1931, invasion 14 qui se déroule pendant l'occupation allemande de Roubaix pendant la première guerre mondiale, dans laquelle plusieurs personnages sont des ouvriers vivant dans des courées, et La Fille pauvre , récit sous forme d’autobiographie de l’enfance et de la jeunesse d’une ouvrière, dont la deuxième partie se déroule également dans une courée de Roubaix vers 1925.
« Ici Laure était mieux dans la courée. Elle se sentait revivre. Elle regardait maintenant la cour, sa cour, où elle était née, où elle avait toujours vécu. Deux rangées de maisons basses se faisaient face, six de chaque côté. Peintes à la chaux avec des soubassements vernis au goudron, elles eussent paru uniformes, identiquement sales, vétustes et branlantes, aux yeux d’un étranger. Mais Laure les connaissait depuis toujours et l’habitude les faisaient dissemblables à ses yeux…. Des fils de fer, en réseau dense, formaient à travers toute la courée , à deux mètres du sol, comme une nappe serrée. La lessive du samedi y pendait, un étalage de hardes pauvres et multicolores que gonflait le vent. En se baissant Laure alla jusqu’au milieu de la cour, aux communs. Là étaient la pompe et le cabinet uniques qui servaient pour tous les locataires. »
— Maxime Van der Meersch, Quand les sirènes se taisent, Editions Omnibus, p. 114
Une partie du roman La Courée de Marie-Paul Armand se déroule dans une courée de Fives.
Après une enfance dans un immeuble appartenant à la Compagnie du chemin de fer du Nord, la narratrice Constance est emmenée à l’âge de quatorze ans après la mort de son père  chez son oncle, rue du Commerce à Fives dans une courée — disparue dans les bombardements de la deuxième guerre mondiale, le quartier ayant été ensuite reconstruit.
Constance, ouvrière dans une filature vit de 1868 à 1872 avec son oncle, sa tante et sa cousine dans cette maison  de deux petites pièces, l’une  au rez-chaussée, une chambre mansardée très basse à l’étage.
« Viens, dit ma cousine en prenant une lampe, je vais te montrer les communs. Elle m’emmena dans la cour obscure  Au milieu j’aperçus une fontaine. Contre le mur des maisons je pus voir, çà et là, une vieille bassine, un pot de fer, un baquet de bois retourné. Les lieux d’aisances se trouvaient tout au fond. C’était un simple abri de tôle, formé d’une plaque posée à même le sol…
Revenue dans la cour le lendemain matin après un passage dans les communs, — réduit nauséabond —, je cherchais à m’orienter. Les logements étaient si semblables que, dans l’obscurité je faillis me tromper. »
— Marie-Paul Armand, La Courée, Editions Omnibus, Première partie, Chapitre 3, p. 69
Avant de se marier, Constance et Bart son fiancé essaient d'obtenir une pièce ou deux dans une des maisons de la cité Saint-Maurice.
« Je connaissais cette cité, qui avait été spécialement construite par les industriels du faubourg de Fives à l'intention de leurs ouvriers. Située à l'extrémité de la rue des Guinguettes, elle était formée d'un vaste cercle de maisons entourant des jardins. Propre, surveillée par un régisseur et défendue par un portique qui ouvrait sur une cour intérieure elle m'avait toujours paru très agréable »
— Marie-Paul Armand, La Courée, Editions Omnibus, Première partie, Chapitre 11, p. 206
La cour Saint-Maurice qui existe toujours en 2020 n'est cependant pas représentative des courées, la plupart très insalubres.